# Gendarmería húngara

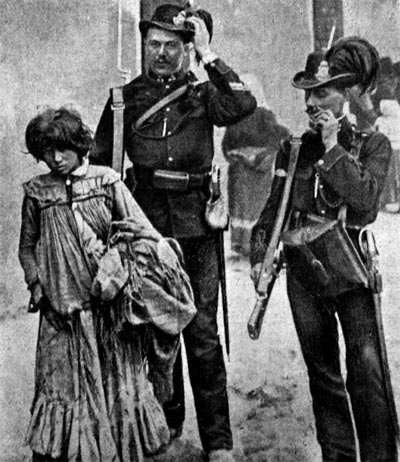
Gendarmes húngaros durante una detención, en 1907.

La Gendarmería Real Húngara (en húngaro: Magyar Királyi Csendőrség) fue un cuerpo policial militarizado que existió en el Reino de Hungría entre 1881 y 1945. Fue disuelta tras el final de la Segunda Guerra Mundial.

## Historia
La Gendarmería Real fue creada en 1881 por el entonces primer ministro Colomán Tisza. Nació con la misión de vigilancia en el ámbito rural y de suprimir cualquier actividad políticamente subversiva en el campo. La creación de este cuerpo se hacía en el contexto reformista que siguió al Compromiso austrohúngaro de 1867. La Gendarmería húngara adquirió fama internacional, dado que se destacó por su efectividad en la investigación y resolución de crímenes.
En sus 64 años de existencia la Gendarmería estuvo bajo la jurisdicción de distintas administraciones: bajo el Imperio Austrohúngaro (1881-1918), la efímera República Soviética Húngara (1919), la Regencia de Horty (1920-1944) o bajo la Ocupación alemana (1944-1945). El gobierno revolucionario de Béla Kun decretó su disolución, pero esta no se llegó a llevar a cabo dado que solo estuvo cuatro meses en el poder. Después de la derrota de la República soviética, la gendarmería fue reorganizada y rearmada con armamento traído desde Austria.
Durante la Segunda Guerra Mundial participó en la detención y/o deportación de los judíos húngaros a los Campos de concentración nazis, e incluso en el asesinato directo. Tras la toma del poder por Ferenc Szálasi, la gendarmería quedó bajo control de los "Flechas cruzadas".
En marzo de 1945, tras la salida del Ejército alemán de territorio húngaro, el gobierno provisional de Béla Miklós decretó la disolución de la gendarmería.